# NGC 1706
NGC 1706 је спирална галаксија у сазвежђу Златна риба која се налази на NGC листи објеката дубоког неба.
Деклинација објекта је - 62° 59' 10" а ректасцензија 4h 52m 31,1s. Привидна величина (магнитуда) објекта NGC 1706 износи 12,8 а фотографска магнитуда 13,6. NGC 1706 је још познат и под ознакама ESO 85-7, FAIR 240, AM 0452-630, PGC 16220.